# Kość grochowata

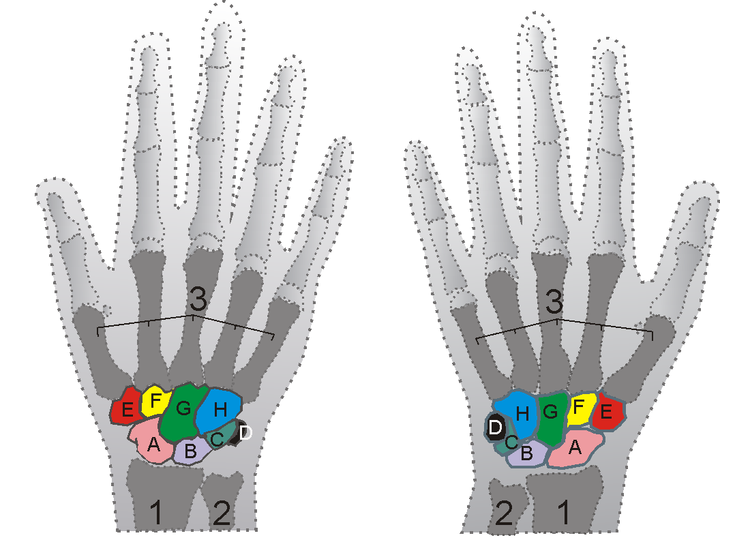
Kości nadgarstka: A – kość łódeczkowata, B – kość księżycowata, C – kość trójgraniasta, D – kość grochowata, E – kość czworoboczna większa, F – kość czworoboczna mniejsza, G – kość główkowata, H – kość haczykowata

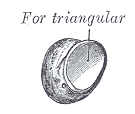
Kość grochowata

Kość grochowata (łac. os pisiforme) – jedna z ośmiu kości nadgarstka człowieka. Położona jest w szeregu bliższym, po stronie łokciowej nadgarstka. Różni się od pozostałych kości nadgarstka kształtem i mniejszym rozmiarem. Posiada również tylko jedną powierzchnię stawową. Ma kształt jajowaty. Jej grzbietowa powierzchnia jest gładka i łączy się stawowo z powierzchnią dłoniową kości trójgraniastej. Powierzchnia dłoniowa dla odmiany jest chropowata i przyłączają się do niej: troczek zginaczy, więzadła kości grochowatej, mięsień zginacz łokciowy nadgarstka i mięsień odwodziciel palca małego. Po stronie promieniowej kości znajduje się mały rowek, w którym biegnie gałąź dłoniowa nerwu łokciowego.